# Andreu Bestard i Canyelles
Andreu Bestard i Canyelles de Ca ses Reies (Santa Maria del Camí, 1875 - 1924). Industrial i polític.
Era fill de l'industrial i comerciant santamarier Andreu Bestard i Capó, que havia creat una destil·leria de licors, elaborava vins, fabricava barrals i disposava de serradora i farinera. Andreu Bestard i Capó morí l'any 1904 i el substituí al davant del negoci familiar el seu fill, Andreu Bestard i Canyelles, que va donar un nou impuls a l'empresa. El 1911 inaugurà un nou complex industrial amb tres molins fariners, dues serradores i una dinamo elèctrica, que alhora donava electricitat a tota la vila. El 1913 es va tancar la destil·leria, però el dia 1 de juliol de 1916 s'inaugurà una fàbrica de vidre. Adscrit al partit liberal, va ser batle de Santa Maria del Camí en dos períodes: 1914-1916 i 1920-1921.